# Геренний Модестин
Модести́н Гере́нний (лат. Herennius Modestinus) (годы рождения и смерти неизвестны) — юрист и государственный деятель Римской империи III века.
Учился у известного римского юриста Ульпиана. Долгое время жил в Далмации. В Риме занимал высшие государственные должности (в 226—244 годах был префектом вигилов), выступал как респондент по юридическим делам, давал уроки права римскому императору Максимину. Был одним из немногих юристов, получивших право jus respondendi — привилегию давать свои решения по гражданским делам как бы от имени императора.
Являлся автором нескольких юридических сочинений во всех областях права, из которых до нашего времени дошли только отрывки, вошедшие в состав Дигестов (345 фрагментов). В сочинениях Модестина «Pandectae», «Regulae» и «Differentiae» даны общие обзоры права, в нескольких монографиях были разработаны отдельные вопросы (самая обширная из них — «De excusationibus», написанная на греческом языке). Внёс заметный вклад в формулирование некоторых вопросов юридической доктрины и практики — в 426 году его трудам законом о цитировании была придана обязательная юридическая сила (также как работам нескольких других юристов — Гая, Павла, Папиниана и Ульпиана).